# Hodný, zlý a mrtvý
Hodný, zlý a mrtvý (v originále The Good, the Bad, and the Dead, na plátně stylizováno jako 4Got10) je americký akční thriller z roku 2015, který režíroval Timothy Woodward Jr. Ve filmu hrají Johnny Messner, Dolph Lundgren, Danny Trejo, Vivica A. Fox a Michael Paré. Příběh sleduje Briana Barnse, muže, který se probudí uprostřed pouště se ztrátou paměti. Obklopený osmi mrtvolami, třemi miliony dolarů v hotovosti a dodávkou plnou kokainu je pronásledován agentem DEA, zkorumpovaným šerifem a mexickým drogovým bossem.

## Obsazení
- Johnny Messner jako Brian Barns
- Dolph Lundgren jako agent Bob Rooker
- Danny Trejo jako Mateo Perez
- Vivica A. Fox jako Imani Cole
- Michael Paré jako šerif Olson
- Michael J. Long jako šerifův zástupce Samuel Perez
- Natassia Malthe jako Christine
- John Laughlin jako Howard
- Angell Conwell jako agentka Taylor
- Chris Jai Alex jako agent Black
- Erin O'Brien jako Jesse
- Jon Foo jako důstojník
- Stefania Spampinato jako Sarah Barns
- Jayde Rossi jako reportérka
- Leonel Claude jako technik v pitevně
- Josh Berger jako Eric
- Braxton Davis jako agent Mic
- Stephen Brown jako důstojník Mike
- Slim Khezri jako detektiv
- Klement Tinaj jako detektiv